# Ministerstwo Wywiadu (Izrael)
Ministerstwo Wywiadu (hebr.: משרד המודיעין, Misrad ha-Modi’in) – izraelskie ministerstwo odpowiedzialne za wywiad. Aktualnym ministrem wywiadu jest Gila Gamli’el.
Ministerstwo zostało utworzone w 2009, a pierwszym ministrem był Dan Meridor.

## Ministrowie
Lista ministrów wywiadu od 2009:
| Imię i nazwisko | Początek kadencji | Koniec kadencji | Partia polityczna | Rząd |
| --------------- | ----------------- | --------------- | ----------------- | ---- |
| Dan Meridor     | 6 maja 2009       | 18 marca 2013   | Likud             | 32.  |
| Juwal Steinitz  | 18 marca 2013     | 14 maja 2015    | Likud             | 33.  |
| Jisra’el Kac    | 14 maja 2015      | 17 maja 2020    | Likud             | 34.  |
| Eli Kohen       | 17 maja 2020      | 13 czerwca 2021 | Likud             | 35.  |
| Elazar Sztern   | 13 czerwca 2021   | 29 grudnia 2022 | Jest Przyszłość   | 36.  |
| Jariw Lewin     | 29 grudnia 2022   | 2 stycznia 2023 | Likud             | 37.  |
| Gila Gamli’el   | 2 stycznia 2023   |                 | Likud             | 37.  |